# Station Gjesing
Station Gjesing is een station tussen de wijken Gjesing en Kjersing aan de noordkant van het Deense Esbjerg. Het station ligt aan de spoorlijn van Esbjerg naar Struer. Gjesing wordt zowel bediend door de treinen van Esbjerg naar Skjern als de treinen van Esbjerg naar Nørre Nebel. Samen rijden deze lijnen een halfuurdient tussen Esbjerg en Varde. In Gjesing stopt de trein alleen op verzoek.